# The Trauma Code - Il turno degli eroi
The Trauma Code - Il turno degli eroi (중증외상센터?, Jungjeung oesang senteoLR; lett. "Centro traumi gravi") è una serie televisiva sudcoreana distribuita da Netflix il 24 gennaio 2025, tratta da un romanzo ipertestuale di Hansanleega e Hongbichira.

## Trama
Il brillante chirurgo Baek Kang-hyuk viene incaricato di sviluppare un'unità traumatologica di prim'ordine in un ospedale universitario, ma i suoi metodi non ortodossi e la sua incrollabile sicurezza creano attriti con il personale.

## Personaggi e interpreti
- Baek Kang-hyuk, interpretato da Ju Ji-hoon
- Yang Jae-won, interpretato da Choo Young-woo
- Cheon Jang-mi, interpretata da Ha Young
- Han Yu-rim, interpretato da Yoon Kyung-ho
- Park Gyeong-won, interpretato da Jung Jae-kwang